# 1229 en santé et médecine
| Années de la santé et de la médecine : 1226 - 1227 - 1228 - 1229 - 1230 - 1231 - 1232    |
| Décennies de la santé et de la médecine : 1190 - 1200 - 1210 - 1220 - 1230 - 1240 - 1250 |

Cet article présente les faits marquants de l'année 1229 en santé et médecine.

## Événements

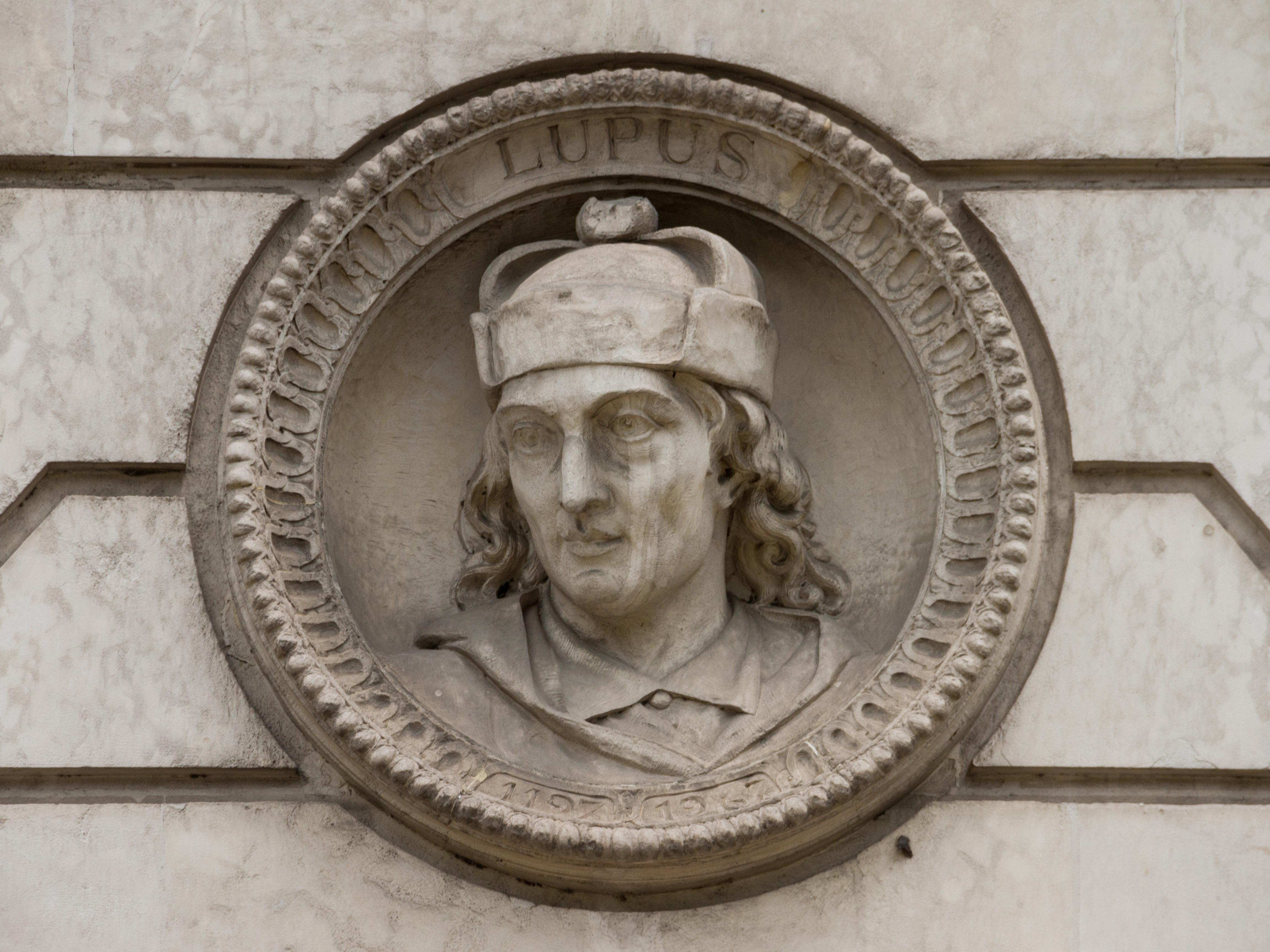
faculté de médecine
de Toulouse-Purpan

- Le concile de Toulouse décrète que tout chrétien qui se fera soigner par un Juif sera excommunié[2].
- En Chine, une officine relevant de la Pharmacie impériale, service public d'État, figure sur un plan gravé dans la pierre de la ville de Pingjiang, aujourd'hui Suzhou[3].
- Fondation de l'« université des maîtres et des écoliers » de Toulouse, où la médecine est enseignée à la faculté des arts[4].
- Fondation de l'hôpital de Doué, en Anjou[5].
- Première mention de l'hôtel-Dieu de Clermont-Ferrand[6].
- Première mention de l'hospice Saint-Gilles, à Namur, sous le nom d'hospitale namucense (« hôpital de Namur[7] »).
- Première mention de l'hôpital St. Margaret à High Wycombe, dans le comté de Buckingham[8].
- Une léproserie est mentionnée à Cotes, près de Rockingham, dans le Northamptonshire[9].
- Fondation à Franconville en vallée de Montmorency, dans l'actuel département du Val-d'Oise, d'une léproserie qui deviendra hôtel-Dieu en 1585[10].
- Fondation d'un léproserie à Jaleyrac en Auvergne, dans l'actuel département du Cantal[11].
- Une léproserie est mentionnée à Feuguerolles, en Normandie, dans l'actuel département du Calvados[12].
- 1228-1229
  - À Divrigi, dans la région de Sivas en Anatolie, construction du Darush-shifa (« maison de la guérison »), hôpital attenant à la grande mosquée, fondé par Turan Melik, fille de Behram Shah et femme d'Hüsameddin Ahmed, fils de Suleyman[13].
  - Fondation de l'hôpital de la Biloque, à Gand[14].